# Michael Hager
Michael Hager (Nagyszeben, 1795 – Bécs, 1866. november 24.) orvosdoktor, tábori törzsorvos és tanár.

## Élete
1816-tól a bécsi egyetemen tanult, ahol 1822-ben orvos- és sebészdoktori oklevelet szerzett. 1825 decemberében császári és királyi tanácsos, tábori törzsorvos és rendes tanár lett a bécsi orvos-sebészi József-akadémián; a tábori egészségügyi bizottságnak is tagja volt.

## Művei
- Ueber die Erhaltung der Augen und den zweckmässigen Gebrauch der Brillen und Augengläser. Wien. 1822. (Orvos-doktori dissertatio, latin czímmel és tételekkel.)
- Die chirurgischen Operationen. Wien, 1831.
- Die Brüche und Vorfälle beschrieben und durch Beispiele erläutert. Wien, 1834. (a 2. rész Wien, 1850.)
- Die Entzündungen, beschrieben und durch Beispiele erläutert. Wien, 1835.
- Die Knochenbrüche, beschrieben. Wien, 1836. Két kötet.
- Die Wunden. Risse, Quetschungen, Erschütterungen, beschrieben… Wien, 1837. Két kötet.
- Die Geschwülste. Wien, 1842. Két kötet.
- Die allgemeine Pathologie und Therapie in Uebereinstimmung abgehandelt…Wien. 1843.
- Die fremden Körper im Menschen. Beschrieben…Wien, 1844.
- Die Entzündungen und Eiterungen am menschlichen Körper… Wien, 1846. Két kötet.
- Die Anzeigen zu Amputationen, Exartikulationen, Resectionen und Treponationen, die Nervenkrankheiten und die Auswüchse am menschlichen Körper…Wien, 1848.